# Como flores en la arena
Como flores en la arena (en hangul, 모래에도 꽃이 핀다; romanización revisada, Moraeedo kkoch-i pinda; literalmente, «Las flores surgen incluso en la arena») es una serie de televisión surcoreana dirigida por Kim Jin-woo y protagonizada por Jang Dong-yoon, Lee Joo-myung, Yoon Jong-seok, Kim Bo-ra, Lee Jae-joon y Lee Joo-seung. Se emitirá por el canal ENA desde el 20 de diciembre de 2023 hasta el 25 de enero de 2024, en horario de miércoles y jueves a las 21:00 (hora local coreana). También estará disponible en la plataforma Netflix para algunas zonas del mundo.

## Sinopsis
Kim Baek-doo es un jugador de ssireum que fue considerado una prodigio debido a sus sobresalientes habilidades, pero no ha cumplido con las expectativas que se pusieron en él, y está considerando retirarse del deporte. Sin embargo, su vida da un giro cuando se reúne con su amiga de la infancia Oh Yoo-kyung, quien se convierte en la jefa del equipo de gestión del club de ssireum. El equipo está a punto de disolverse, pero con la ayuda de personas como Min Hyun-wook y Joo Mi-ran, así como el nuevo entrenador Kwak Jin-soo y el mejor amigo de Baek-doo, Cho Seok-hee, trabajan juntos para salvarlo.

## Reparto

### Principal
- Jang Dong-yoon como Kim Baek-doo, un jugador de clase Taebaek (peso mosca) del equipo de ssireum de la oficina del condado de Geosan, que cuando era más joven fue llamado un prodigio debido a sus destacadas habilidades.[5][6][7]
- Lee Joo-myung como Oh Yoo-kyung, jefa del grupo directivo del equipo Ssireum de la oficina del condado de Geosan, que está al borde de la disolución.[5][8]
- Yoon Jong-seok como Min Hyun-wook, un joven que apareció en Geosan casi al mismo tiempo que Oh Yoo-kyung y ha vivido toda su vida con mucho de todo.[5]
- Kim Bo-ra como Joo Mi-ran, la misteriosa dueña de un café, una persona que un día llegó repentinamente a Geosan sin que nadie conozca el motivo.[5][9]
- Lee Jae-joon como Kwak Jin-soo, exluchador de ssireum, antiguo rival de Baek-doo. Aunque pasó su infancia a la sombra de este, cambió la relación y se convirtió en un as que ganó el título de Halla Jangsa un total de cuatro veces.[5]
- Lee Joo-seung como Cho Seok-hee: el mejor amigo de Baek-doo y oficial de policía que trabaja en la comisaría de Geosan.[5][10]

### Secundario
- Choi Moo-sung como Kim Tae-baek, el padre de Baek-doo, que es una estrella legendaria del ssireum.[11]
- Jang Young-nam como Ma Jin-sook, la esposa de Tae-baek, una persona con un carisma extraordinario que puede controlar a su marido.[11]
- Woo Hyun como Park Pil-doo, un anciano en el mundo de ssireum que dirige una sala de billar local y está preocupado por el declive del ssireum en Geosan.[11]
- Hwang Seok-jung como Im Hyun-ja, la madre de Jin-soo, que dirige un bar restaurante.[11]
- Jang Hee-jung como Ahn Hyun-jin, la esposa de Kyung-moon, una mujer a la que le encantan los chismes y que tiene un molino con él en el mercado de Geosan.[11][12]
- Ahn Chang-hwan como Lee Kyung-moon, marido de Hyun-jin, una de las pocas personas no ssireum en Geosan que es una persona tranquila.[11][12]
- Seo Jeong-yeon como Choo Mi-sook, la primera detective asignada a la Unidad Kwangsoo del Gobierno Metropolitano de Seúl durante los días de la policía antidisturbios y modelo a seguir de Oh Yoo-kyung.[11]
- Yang Ki-won como Kim Geum-kang, el hermano mayor de Baek-doo.[13]
- Lee Yoo-joon como Kim Han-ra, el hermano mediano de Baek-doo.[13]
- Park Bo-kyung como Seo Sook-hee, dueña de una floristería.[14][15]
- Lee Ho-chul como Jung Gil-soo, el marido de Sook-hee.[14]
- Jo Sin-nae como Kang Jong-mi, propietaria de un bar.[14]
- Hyun Jong-woo como Song Young-wook, el marido de Jong-mi, que es preparador físico.[14]
- Hwang Jae-yeol como Park Dong-chan, entrenador del equipo Ssireum de la oficina del condado de Geosan.[16]
- Kim Min-seok como Kim Beom-soo, el miembro más joven del equipo Ssireum de la oficina del condado de Geosan.[17]
- Park Kyung-seo como el oficial de policía más joven de la comisaría de Geosan.[18]
- Yoon Don-seon como jefe de equipo en la comisaría de Geosan.[19]
- Seo Jin-won como Ahn Ji-yong, jefe de la unidad de investigación metropolitana de la Agencia de Policía Metropolitana de Seúl.[20]
- Kim Beop-rae como Hong Man-sik, el gobernador del condado de Geosan.[21][22]

## Producción
Como flores en la arena es una producción de AStory desarrollada por KT Studio Genie. El 27 de junio de 2023 esta casa productora anunció que había firmado un acuerdo de licencia con Netflix para los derechos de transmisión en el extranjero de la serie, contrato que finaliza en 2038 y cuyo monto no se divulgó por razones de confidencialidad de la gestión.
Es la primera serie televisiva que aborda el mundo del ssireum; solo la película 천하장사 마돈나 (Like a Virgin, 2006) lo había hecho antes. El director es Kim Jin-woo (quien dirigió también de Queen of Mistery en 2017, Suits en 2018 y Una familia ejemplar en 2022), y está escrita por Won Yoo-jung. A principios de mayo de 2023 se había realizado la lectura del guion, y el comienzo del rodaje estaba previsto para el mismo mes.
El 15 de noviembre de 2023 se publicaron el primer cartel, con la imagen del protagonista Jang Dong-yoon, y el primer avance de la serie. El segundo avance salió a la luz en 22 del mismo mes. El 4 de diciembre se publicaron algunos fotogramas de la protagonista Lee Joo-myung, y un día después los dos carteles principales.

## Banda sonora original
El primer tema de la banda sonora original de la serie se titula 조각 구름 [«Jirones de nubes»], está interpretado por Card the Garden, y se publicó el 8 de noviembre de 2023, es decir, inusualmente más de un mes antes de la emisión de aquella.

## Audiencia
| Temporada | Temporada | Episodio número | Episodio número | Episodio número | Episodio número | Episodio número | Episodio número | Episodio número | Episodio número | Episodio número | Episodio número | Episodio número | Episodio número | Promedio |
| Temporada | Temporada | 1               | 2               | 3               | 4               | 5               | 6               | 7               | 8               | 9               | 10              | 11              | 12              | Promedio |
| --------- | --------- | --------------- | --------------- | --------------- | --------------- | --------------- | --------------- | --------------- | --------------- | --------------- | --------------- | --------------- | --------------- | -------- |
|           | 1         | —               | —               | —               | —               | 449             | 484             | 488             | 584             | 521             | 559             | 611             | 625             | —        |

| Episodio | Fecha de emisión        | Índices de audiencia (Nielsen Korea) | Índices de audiencia (Nielsen Korea) |
| Episodio | Fecha de emisión        | Nacional                             | Seúl                                 |
| --- | ----------------------- | ------------------------------------ | ------------------------------------ |
| 1 | 20 de diciembre de 2023 | 1,483 % (5.ª)                        | ND                                   |
| 2 | 21 de diciembre de 2023 | 1,413 % (9.ª)                        | ND                                   |
| 3 | 27 de diciembre de 2023 | 1,473 % (7.ª)                        | ND                                   |
| 4 | 28 de diciembre de 2023 | 1,428 % (5.ª)                        | ND                                   |
| 5 | 3 de enero de 2024      | 1,855 % (3.ª)                        | 1,673 % (4.ª)                        |
| 6 | 4 de enero de 2024      | 2,148 % (2.ª)                        | 1,752 % (2.ª)                        |
| 7 | 10 de enero de 2024     | 2,023 % (3.ª)                        | 1,824 % (3.ª)                        |
| 8 | 11 de enero de 2024     | 2,396 % (2.ª)                        | 2,356 % (2.ª)                        |
| 9 | 17 de enero de 2024     | 2,358 % (3.ª)                        | 2,242 % (3.ª)                        |
| 10 | 18 de enero de 2024     | 2,778 % (2.ª)                        | 2,690 % (2.ª)                        |
| 11 | 24 de enero de 2024     | 2,758 % (2.ª)                        | 2,804 % (2.ª)                        |
| 12 | 31 de enero de 2024     | 2,835 % (4.ª)                        | 2,728 % (6.ª)                        |
| Promedio | Promedio                | 2,079 %                              | —                                    |
| - En la tabla superior, los números azules representan las calificaciones más bajas y los números rojos representan las más altas. - 'ND' señala que no se dispone del dato para la fecha correspondiente. - Esta serie se transmite en un canal de cable/televisión de pago, que normalmente tiene una audiencia menor respecto a las emisoras de televisión públicas/gratuitas (KBS, SBS, MBC y EBS). |                         |                                      |                                      |